# Jan Nepomucen Dobrzycki
Jan Nepomucen Dobrzycki herbu Leszczyc (ur. 1755, zm. 28 czerwca 1812) – podstarości wschowski, chorąży chełmiński, konsyliarz województwa kaliskiego w konfederacji targowickiej w 1792 roku.
Poseł gnieźnieński na sejm 1782 roku. Sędzia sejmowy ze stanu rycerskiego w 1782 roku.
W 1790 roku został kawalerem Orderu Świętego Stanisława.